# Difenilclorofosfato
Difenilclorofosfato é o composto orgânico de fórmula C12H10ClO3P, SMILES ClP(=O)(Oc1ccccc1)Oc2ccccc2, de massa molecular 268,632813. Apresenta ponto de ebulição 316 °C a pressão de 272 mmHg e de 145 a 147 °C a 1 mmHg. Apresenta densidade de 1,296 a 1,3. Tem como sinônimos os nomes de fosforocloridrato de difenila, óxido de clorodifenoxifosfina, óxido de difenoxiclorofosfina e clorofosfato de difenila. É abreviado na literatura como DPCP, do ínglês diphenylchlorophosphate.
É o similar difenilado do fenildiclorofosfato.
O difenilclorofosfato pode ser usado como ativador para o passo de acoplamento na formação de diésteres H-fosfonatos, um passo importante na síntese de oligonucleotídeos.
Difenilclorofosfato pode ser usado como agente de policondensação na síntese de copoliésteres aleatórios diretamente a partir dos respectivos diácidos e de dióis.